# تیامین مونوفسفات
تیامین مونوفسفات (به انگلیسی: Thiamine monophosphate) با فرمول شیمیایی C۱۲H۱۸N۴O۴PS+ یک ترکیب شیمیایی با شناسه پاب‌کم ۱۰۷۶۱ است. که جرم مولی آن ۳۴۵٫۳۳۶ g/mol می‌باشد. 